# Шойнграбер, Йозеф
Йозеф Шо́йнграбер (нем. Josef Scheungraber; 8 сентября 1918 — 22 июля 2015, Оттобрунн) — немецкий офицер и предприниматель. Служил лейтенантом в горнострелковых войсках вермахта во Вторую мировую войну. Военный преступник, приговорённый в 2009 году к пожизненному лишению свободы.

## Биография
До войны Шойнграбер выучился на столяра. В 1937 году Шойнграбер поступил добровольцем на службу в 1-ю горнострелковую дивизию в Миттенвальде. Во Вторую мировую войну воевал в Польше, Франции и СССР и на Крите. В 1942 году в Кавказских горах получил тяжёлое осколочное ранение в голову от взорвавшейся мины, удостоился Железного креста 1-го и 2-го класса, и нагрудного знака «За ближний бой». По выздоровлении по собственному желанию был направлен в Италию, где он некоторое время служил ординарцем у главнокомандующего, генерал-фельдмаршала Кессельринга. В конце 1943 года по собственному признанию участвовал в боях при Монтекассино. В 1944 году был временно назначен командиром 1-й роты 818-го горнострелкового батальона.

### Военные преступления
При нападении партизан 26 июня 1944 года было убито два солдата роты Шойнграбера, в отместку подчинённые ему солдаты расстреляли в деревне Фальцано под Кортоной сначала трёх первых попавшихся мужчин и 74-летнюю женщину. Затем по приказу Шойнграбера была проведена карательная операция: было задержано ещё тринадцать гражданских лиц, одиннадцать из которых заперли в крестьянском доме, а затем взорвали этот дом и стреляли по его развалинам из автоматов. Из одиннадцати выжил только один 15-летний юноша Джино Массетти, получивший тяжёлые ранения.

## Послевоенная жизнь и разоблачение
В 1948 году Йозеф Шойнграбер освободился из плена и по прибытии домой работал в столярной мастерской у отца в Оттобрунне. В 1965 году он открыл магазин по продаже мебели, которым и сейчас управляет семья Шойнграберов. В 1955—1972 годах Шойнграбер избирался в совет коммуны Оттобрунн от беспартийного сообщества избирателей, являлся почётным командиром подразделения добровольной пожарной охраны и удостоился медали гражданина Оттобрунна. При этом в Оттобрунне было известно, что Шойнграбер поддерживает контакты со старыми товарищами среди миттельвальдских горных стрелков и бывал на регулярных встречах в одном из мюнхенских ресторанов и на ежегодных встречах ветеранов в Миттельвальде.
Расследование военных преступлений, совершённых Шойнграбером под Кортоной, началось в Германии только после того, как 28 сентября 2006 года военный суд в итальянской Специи заочно приговорил Шойнграбера к пожизненному лишению свободы и передал в Германию доказательные материалы. Шойнграбер предстал перед судом присяжных 1-го земельного суда Мюнхена в октябре 2008 года. Единственным живым свидетелем преступления на суде выступил на тот момент оставался отставной сотрудник итальянской полиции. Один из бывших сотрудников Шойнграбера дал показания, что на одной из корпоративных вечеринок в 70-х годах Шойнграбер хвастался своим участием в массовой расправе. 11 августа 2009 года Йозеф Шойнграбер был признан виновным в десяти убийствах в Фальцано и приговорён баварским судом к пожизненному лишению свободы. Кассационная жалоба была отклонена 11 ноября 2010 года, и приговор вступил в силу, однако наказание не было исполнено. В июле 2012 года Верховный земельный суд Мюнхена изменил наказание на условное по причине плохого физического и душевного состояния 93-летнего осуждённого на основании проведённой психиатрической экспертизы.